# Globos de Ouro de 2005
A 10.ª edição dos Globos de Ouro ocorreu a 17 de abril de 2005 no Coliseu dos Recreios, em Lisboa, com apresentação de Fátima Lopes, Herman José e Sílvia Alberto.
A edição deste ano marcou a única vez em que foram entregues galardões nas categorias de Economia, Artes e Ciência, sendo também introduzida a categoria de Desporto. A categoria de Televisão foi extinta, sendo que voltariam a ser entregues prémios relativos a essa área dois anos depois.

## Cinema
- - Melhor Filme:   Noite Escura, de João Canijo
  - nomeado: A Costa dos Murmúrios, de Margarida Cardoso
  - nomeado: André Valente, de Catarina Ruivo
  - nomeado: O Milagre Segundo Salomé, de Mário Barroso
  - Melhor Ator:   Nicolau Breyner (Kiss Me, de António da Cunha Telles e em O Milagre Segundo Salomé, de Mário Barroso)
  - nomeado: Fernando Luís (Noite Escura, de João Canijo)
  - nomeado: Filipe Duarte (A Costa dos Murmúrios, de Margarida Cardoso e em O Milagre Segundo Salomé, de Mário Barroso)
  - nomeado: Leonardo Viveiros (André Valente, de Catarina Ruivo)
  - Melhor Atriz:  Beatriz Batarda (A Costa dos Murmúrios, de Margarida Cardoso e em Noite Escura, de João Canijo)
  - nomeada: Mónica Calle (A Costa dos Murmúrios, de Margarida Cardoso)
  - nomeada: Rita Blanco (Noite Escura, de João Canijo)
  - nomeada: Rita Durão (André Valente, de Catarina Ruivo)

## Música
- - Melhor Intérprete Individual: Rodrigo Leão
  - Melhor Grupo: Da Weasel
  - Melhor Canção: "Re-Tratamento" - Da Weasel

## Teatro
- - Melhor Atriz: Cucha Carvalheiro, na peça “A Cabra, ou Quem é Sílvia”
  - Melhor Ator: Miguel Seabra, na peça “Endgame”
  - Melhor Peça: “Endgame”, encenação de Bruno Bravo

## Economia
- - Revelação: Moez Sacoor
  - Mérito e Excelência: Jardim Gonçalves

## Artes
- - Revelação: Joana Vasconcelos
  - Mérito e Excelência: António Lobo Antunes

## Ciência
- - Revelação: Paula Ravasco
  - Mérito e Excelência: Carlos Fiolhais

## Desporto
- - Revelação: Emanuel Silva
  - Mérito e Excelência: José Mourinho